# Galeria ZPAP w Gdańsku
Galeria Związku Polskich Artystów Plastyków w Gdańsku ("Artefakt") – wystawiennicza galeria sztuki, mieszcząca się w kamienicy przy ulicy Mariackiej 46/47 w Gdańsku. Galeria czynna w godzinach: 9.00 – 17.00.